# Budo-Rîjanî, Volodarsk-Volînskîi
Budo-Rîjanî (în ucraineană Будо-Рижани) este un sat în comuna Radîci din raionul Volodarsk-Volînskîi, regiunea Jîtomîr, Ucraina.

## Demografie
Componența lingvistică a localității Budo-Rîjanî
     Ucraineană (95,54%)
     Rusă (1,49%)
     Romani (1,12%)
     Alte limbi (0,37%)
Conform recensământului din 2001, majoritatea populației localității Budo-Rîjanî era vorbitoare de ucraineană (95,54%), existând în minoritate și vorbitori de rusă (1,49%), polonă (1,49%) și romani (1,12%).